# Fons van Westerloo
Alphonsus Martinus (Fons) van Westerloo (Amsterdam, 26 februari 1946) is een Nederlands journalist en mediazakenman.

## Carrière
Van Westerloo begon in 1970 als reizend verslaggever voor de AVRO op 24-jarige leeftijd, na drie jaar grote reportages te hebben geschreven als reizend verslaggever voor het dagblad De Tijd. In 1976 werd hij benoemd als AVRO-correspondent in de Verenigde Staten. Eerst voor de televisie, maar later ook voor de radio. In 1983 keerde hij terug naar Nederland om hoofd informatieve programma's radio en tv te worden en daarna adjunct-directeur radio en televisie. Van Westerloo werd door de AVRO en ook door de gezamenlijke Nederlandse publieke omroepen regelmatig uitgezonden om historische gebeurtenissen te verslaan, zoals de Jom Kipoeroorlog en de terugtrekking van de Amerikanen uit Vietnam.
Na drie jaar te hebben gewerkt voor een dochterbedrijf van PTT Telecom werd hij in 1992 directeur-hoofdredacteur van de Amsterdamse grootstedelijke zender AT5 die kort daarna een regionaal succes werd.
Na AT5, kwam ook de Holland Media Groep aan zijn deur kloppen. Hij werd in dienst genomen om de tweede RTL-zender, RTL 5, weer op de kaart te zetten. In een jaar zorgde hij voor een groei van 3% marktaandeel bij de zender, naar een totaal van 11%. In 1995 vertrok hij bij de HMG en startte op verzoek van SBS Broadcasting een geheel nieuwe commerciële televisiezender, SBS6. Op 20 februari 1998 was hij te gast in Dit was het nieuws. In 1999 werd Net5 aan SBS toegevoegd, later ook Veronica, waarmee ook het grootste omroepblad van Nederland Veronica Gids aan SBS werd toegevoegd. Hij stond bekend als de bedenker van het 'Hart van Nederland'.
Nadat hijzelf vond dat zijn taak er bij SBS Broadcasting op zat (dat ondertussen een gerenommeerd en winstgevend mediabedrijf was geworden), stapte Van Westerloo terug naar de Holland Media Groep (tegenwoordig RTL Nederland) per 1 augustus 2003 als ceo. Daar is hij verantwoordelijk (geweest) voor de herprofilering van de zenders en het introduceren van een bepaalde samenhangende mentaliteit binnen de zenders en de verbetering van de financiële resultaten. Onder zijn leiding werd RTL van een verlieslijdende organisatie tot een winstgevende commerciële omroep. In 2007 werd een recordwinst geboekt van 74 miljoen euro. In dat jaar werd ook John de Mol jr. aandeelhouder in RTL Nederland, waarmee de televisiezender Tien van Talpa ophield te bestaan en de programma's van Talpa overgingen naar RTL. Dit leverde niet meteen het gehoopte resultaat op de kijkersmarkt op. Het duurde tot 2009 voordat de bijdrage van Talpa-programma's vruchten begon af te werpen aan het hernieuwde succes van RTL Nederland.
Van Westerloo wist de financiële resultaten van het verlieslijdende radiostation Yorin FM niet te verbeteren en koos ervoor dit te verkopen aan concurrent SBS Broadcasting. Hierbij veranderde de naam van het station in Caz!. (SBS verkocht Caz! een jaar later weer door aan Arrow Classic Rock.) RTL FM stierf een vroegtijdige dood doordat RTL FM haar etherfrequenties kwijtraakte door een fout bij toewijzing van de licentie door de overheid. Met alleen de kabel en internet was het laten bestaan van RTL FM volgens Van Westerloo commercieel niet interessant meer. De kabelfrequenties zijn door RTL Nederland aan TMF Radio verkocht. Van Westerloo was een invloedrijk persoon in de mediawereld. Na zijn vertrek bij RTL in februari 2008 benoemde de ceo van RTL Group, Gerhard Zeiler, hem in de raad van toezicht van RTL Nederland. In 2008 bleef hij in dienst van RTL als lid van de raad van toezicht. Zijn opvolger is financieel directeur Bert Habets.
Van Westerloo was sinds zijn terugtreden als ceo van RTL actief als commissaris bij de Binck Bank NV, De Lotto, de Amsterdamse zender AT5 en de raad van toezicht van RTL. In mei 2009 werd hij benoemd tot voorzitter van de stichting Raad voor de Journalistiek en tot voorzitter van de door De Telegraaf gesteunde aspirant publieke RTV-zender Wakker Nederland. Deze laatste functie legde hij in juni 2011 neer. In diezelfde maand werd hij benoemd tot bestuurslid van de stichting Het Nieuwe Parool, waarin de aandelen zijn ondergebracht van Het Parool die niet in handen waren van de Persgroep. Op 1 december 2010 werd hij door de minister van OCW benoemd tot lid van de raad van toezicht van Radio Nederland Wereldomroep.
Van Westerloo was voorzitter van de raad van commissarissen van Independer, waarvan Achmea de grootaandeelhouder is. Hij was lid van de raad van commissarissen van InShared, verzekeringen. Hij was tot 1 juli 2024 12 jaar lang lid van de raad van toezicht van de publieke omroep WNL. Sinds januari 2013 was hij lid van de raad van commissarissen van de DpG media, de uitgever van de Volkskrant, Dagblad Trouw, het Algemeen Dagblad, Het Parool en een groot aantal regionale en geïllustreerde bladen. Hij is lid van de adviesraad van Waysis, begunstiger van de stichting Right to Play en van het Internationaal Vocalisten Concours. Van Westerloo was actief in het culturele leven. Hij wasvoorzitter van de stichting Donateurs van het Koninklijk Concertgebouworkest, begunstiger van de stichting Vrienden van het Koninklijk Concertgebouworkest en het Koninklijk Concertgebouw, toehorend lid van het bestuur van het Koninklijk Concertgebouworkest, ambassadeur van de Nederlandse Opera en het Koninklijk Concertgebouworkest , begunstiger van de stichting Classical Connection en lid van de lotgenoten van het Nederlands Blazersensemble. Hij schrijft wekelijks een kadertje voor De Telegraaf en was een van de vaste krantencommentatoren van het NPO Radio 4-programma De ochtend van 4.

## Privé
Fons van Westerloo is sinds 1966 getrouwd en heeft vier kinderen. 
Zijn zoon Remco van Westerloo is werkzaam geweest als programmadirecteur bij Net5 en Tien, de tv-zender van Talpa Media en is sinds 1 juli 2019   Netmanager van NPO 1.
Zijn dochter Marjolein  is sinds 2005 eindverantwoordelijke van het programma Expeditie Robinson in diverse Europese landen. Zij was getrouwd met Ronald Goes, oud-lid van de raad van bestuur van Endemol en oud-ceo van Talpa Media Holding NV en thans EVP & Head of International Television Production bij Warner Brothers in Londen.
Oliver van Westerloo werkte enkele jaren bij RTL als promoproducer maar is tegenwoordig vastgoedondernemer.
Arjan van Westerloo is een neef van Fons van Westerloo en is per 1 mei 2022 Managing Director van NEP. Twee broers van Fons van Westerloo hebben eveneens hun sporen nagelaten in de journalistiek: Ed van Westerloo als hoofdredacteur van het KRO-programma Brandpunt en het NOS Journaal en NOS-directeur en Gerard van Westerloo als redacteur van Vrij Nederland en als interim-hoofdredacteur van De Groene Amsterdammer en schrijver van vele boeken. Ook Fons van Westerloo schreef een boek onder de titel Neem nou New York in de Bruna-serie over grote steden. Fons van Westerloo heeft ook nog een oudere zus.

## Prijzen en onderscheidingen
Voor zijn journalistiek werk als tv-journalist kreeg hij de Premio Ondas, een Spaanse tv-prijs, (voor een documentaire over het Britse leger in Noord-Ierland) en samen met een AVRO Team de Grote Prijs van het actualiteitenfestival van Cannes (voor reportages over een polio-epidemie in Staphorst).
- In 1997 ontving hij de onderscheiding Omroepman van het Jaar 1996.
- In 2007 werd Van Westerloo door Bertelsmann, het moederbedrijf van RTL in Berlijn, onderscheiden met de Bertelsmann Award als de meest succesrijke ondernemende medewerker.
- In maart 2010 werd hij door het Genootschap voor Reclame onderscheiden met de Coq de Grand Honneur, de hoogste onderscheiding van dit genootschap voor mensen die een belangrijke bijdrage hebben geleverd aan het communicatievak.
- Op 3 maart 2011 werd Van Westerloo in het Concertgebouw in Amsterdam benoemd tot Officier in de Orde van Oranje-Nassau. Van Westerloo kreeg de onderscheiding omdat hij een stempel heeft gedrukt op het Nederlandse medialandschap. "Hij heeft tijdens zijn veertigjarige loopbaan velen geraakt met zijn passie, visie en persoonlijkheid," zei Van der Laan.[1]
- Op 17 juni 2022 kreeg hij op het podium van het Concertgebouw de penning van verdienste voor zijn grote bijdrage aan het Koninklijk Concertgebouworkest als bestuurslid van de stichting en voorzitter van de donateurs foundation

Fons van Westerloo staat al vele jaren hoog op de lijst van invloedrijkste Nederlanders, samengesteld door de Volkskrant.